# Championnat de France de rugby à XV 1972-1973
Navigation
Édition précédente Édition suivante
Pour la dernière fois, la première division est constituée de huit groupes de huit clubs, soit 64 clubs au total. À l'issue de la phase qualificative, les quatre premières équipes de chaque groupe sont qualifiés pour les 1/16e de finale. L'épreuve se poursuit ensuite par élimination sur un match à chaque tour.
Le Stadoceste tarbais remporte le championnat de France de rugby à XV de première division 1972-1973 après avoir battu l'US Dax en finale.
Le Stadoceste tarbais remporte son premier titre après 1945 alors que Dax échoue pour la cinquième fois en finale.

## Phase de qualification
Les équipes sont listées dans leur ordre de classement à l'issue de la phase qualificative. Le nom des équipes du groupe A qualifiées pour les 16e de finale est en gras.
| - AS Béziers - AS Montferrand - Stade bagnérais - FC Lourdes - FC Auch 27pts - US Montauban 25pts - RC Chalon 22pts - Avenir aturin (promu) 15pts |  | - CA Brive - Valence sportif - SC Graulhet - Stade rochelais - Stade montois - SA Mauléon - US Bergerac - Olympique de Besançon (promu)                    | - RC Toulon - La Voulte sportif - US bressane - Boucau stade - Saint-Jean-de-Luz OR - SC Tulle - SO Chambéry - USA Limoges (promu)                |
| - RC Narbonne - Biarritz olympique - Castres olympique - CA Bègles - FC Oloron - FC Saint-Claude - UA Gaillac - SA Bordeaux Mérignac (promu)      |  | - SU Agen - FC Grenoble - Saint-Girons SC (promu) - Stade dijonnais - Lyon OU - Stade ruthénois (Rodez) - Tyrosse RCS - US Romans                          | - US Dax - Stade aurillacois - Stadoceste tarbais - Racing club de France - UA Mimizan (promu) - Stade montchaninois - SA Condom - Stade poitevin |
| - USA Perpignan - Stade lavelanétien - Aviron bayonnais - Section paloise - RRC Nice (promu) - US Marmande - US Quillan - AS Soustons             |  | - Stade beaumontois - ES Avignon Saint-Saturnin - Stade toulousain - RC Vichy - Union sportive Fumel Libos - US Carmaux (promu) - CA Périgueux - US Cognac | |

Nice est sanctionné de 6 points de pénalité après les incidents du match perdu à Lavelanet et est ainsi rétrogradé de la première à la cinquième place.

## Seizièmes de finale
Les équipes dont le nom est en caractères gras sont qualifiées pour les huitièmes de finale.
| Équipe 1                  | Équipe 2              | Résultat |
| ------------------------- | --------------------- | -------- |
| Saint-Girons SC           | Stade bagnérais       | 10-20    |
| USA Perpignan             | Stade aurillacois     | 10-6     |
| FC Grenoble               | SC Graulhet           | 6-13     |
| SU Agen                   | Stade dijonnais       | 16-6     |
| Stadoceste tarbais        | Racing club de France | 7-3      |
| RC Narbonne               | US bressane           | 16-9     |
| RC Toulon                 | Stade lavelanétien    | 19-10    |
| La Voulte sportif         | Castres olympique     | 10-0     |
| CA Brive                  | FC Lourdes            | 28-6     |
| AS Montferrand            | Section paloise       | 29-7     |
| US Dax                    | RC Vichy              | 16-14    |
| Valence sportif           | Boucau stade          | 9-6      |
| AS Béziers                | CA Bègles             | 26-8     |
| Stade toulousain          | Biarritz olympique    | 30-19    |
| ES Avignon Saint-Saturnin | Aviron bayonnais      | 4-15     |
| Stade beaumontois         | Stade rochelais       | 11-6     |

## Huitièmes de finale
Les équipes dont le nom est en caractères gras sont qualifiées pour les quarts de finale.
| Équipe 1           | Équipe 2          | Résultat |
| ------------------ | ----------------- | -------- |
| Stade bagnérais    | USA Perpignan     | 9-19     |
| SC Graulhet        | SU Agen           | 12-7     |
| Stadoceste tarbais | RC Narbonne       | 12-11    |
| RC Toulon          | La Voulte sportif | 7-14     |
| CA Brive           | AS Montferrand    | 18-9     |
| US Dax             | Valence sportif   | 34-12    |
| AS Béziers         | Stade toulousain  | 21-12    |
| Aviron bayonnais   | Stade beaumontois | 16-15    |

Tarbes prend sa revanche contre Narbonne qui l'avait éliminé en 8e de finale l'année précédente.
Agen, premier de la saison régulière et invaincu en phase de poules est éliminé dès les huitièmes de finale.

## Quarts de finale
Les équipes dont le nom est en caractères gras sont qualifiées pour les demi-finales.
| Équipe 1           | Équipe 2          | Résultat |
| ------------------ | ----------------- | -------- |
| USA Perpignan      | SC Graulhet       | 10-3     |
| Stadoceste tarbais | La Voulte sportif | 15-3     |
| CA Brive           | US Dax            | 10-16    |
| AS Béziers         | Aviron bayonnais  | 28-12    |

## Demi-finales
| Équipe 1      | Équipe 2           | Résultat |
| ------------- | ------------------ | -------- |
| USA Perpignan | Stadoceste tarbais | 0-6      |
| US Dax        | AS Béziers         | 23-3     |

## Finale
| Équipes            | Stadoceste tarbais - US Dax |
| Score              | 18-12 |
| Date               | 20 mai 1973 |
| Stade              | Stadium municipal, Toulouse |
| Arbitre            | André Cuny |
| Les équipes        | |
| Stadoceste tarbais | Lucien Abadie, Antoine Marin, Gilbert Verdier, Francis Sénac, Francis Biescas, Claude Cabar, Patrick Leblanc, Christian Paul, Alain Save, Daniel Marty, Jean Sillières, Fernand Marin, Joël Pécune, Jean-Louis Montagné, Georges Michel                                   |
| US Dax             | Pierre Duclos, Jacques Ibañez, Christian Hoursiangou, Jean-Pierre Bastiat, Bernard Dutin, Yves Courrouy, Gilles Benali, Bertrand Vinsonneau, Georges Capdepuy, Patrick Freicha, Bernard Trémont, Jean-Pierre Lux, Philippe Lebel, Michel Arrieumerlou, Jean-Paul Cazenave |
| Points marqués     | |
| Stadoceste tarbais | 2 essais de Biescas et Pécune, 2 transformations, 1 pénalité et 1 drop de Michel |
| US Dax             | 1 essai de Arrieumerlou, 1 transformation de Duclos, 1 drop de Freicha |

## Statistiques
Les statistiques incluent la phase finale.

### Meilleurs réalisateurs
Jean-Pierre Puidebois est le meilleur réalisateur de la saison avec 156 points inscrits.
| Rang | Joueur                | Club               | Points |
| ---- | --------------------- | ------------------ | ------ |
| 1    | Jean-Pierre Puidebois | CA Brive           | 156    |
| 2    | Henri Cabrol          | AS Béziers         | 148    |
| 3    | Lucien Pariès         | Biarritz olympique | 127    |
| 4    | Guy Laporte           | SC Graulhet        | 120    |
| 5    | Jean-Michel Benacloï  | RC Narbonne        | 119    |
| 6    | Michel Ollé           | Section paloise    | 115    |
| 7    | Georges Michel        | Stadoceste tarbais | 113    |
| 8    | Jean-Michel Aguirre   | Stade bagnérais    | 107    |
| 9    | Jean-Pierre Romeu     | AS Montferrand     | 106    |
| 10   | Michel Guillas        | Stade beaumontois  | 105    |

### Meilleurs marqueurs
Avec 27 essais, Jean-Pierre Puidebois est le meilleur marqueur de la saison, il établit un nouveau record d'essais marqués dans le Championnat de France.
| Rang | Joueur                   | Club               | Essais |
| ---- | ------------------------ | ------------------ | ------ |
| 1    | Jean-Pierre Puidebois    | CA Brive           | 27     |
| 2    | Laurent Desnoyer         | CA Brive           | 14     |
| -    | Jacques Lacroix          | SU Agen            | 14     |
| -    | Jean-François Phliponeau | AS Montferrand     | 14     |
| 5    | Gilles Delaigue          | RC Toulon          | 13     |
| 6    | Patrick Cauderlier       | RC Narbonne        | 12     |
| -    | Jean-Pierre Lux          | US Dax             | 12     |
| -    | Tauzin                   | SU Agen            | 12     |
| 9    | André Dubertrand         | AS Montferrand     | 11     |
| -    | Durand                   | Stade lavelanétien | 11     |